# المنشية (طبريا)

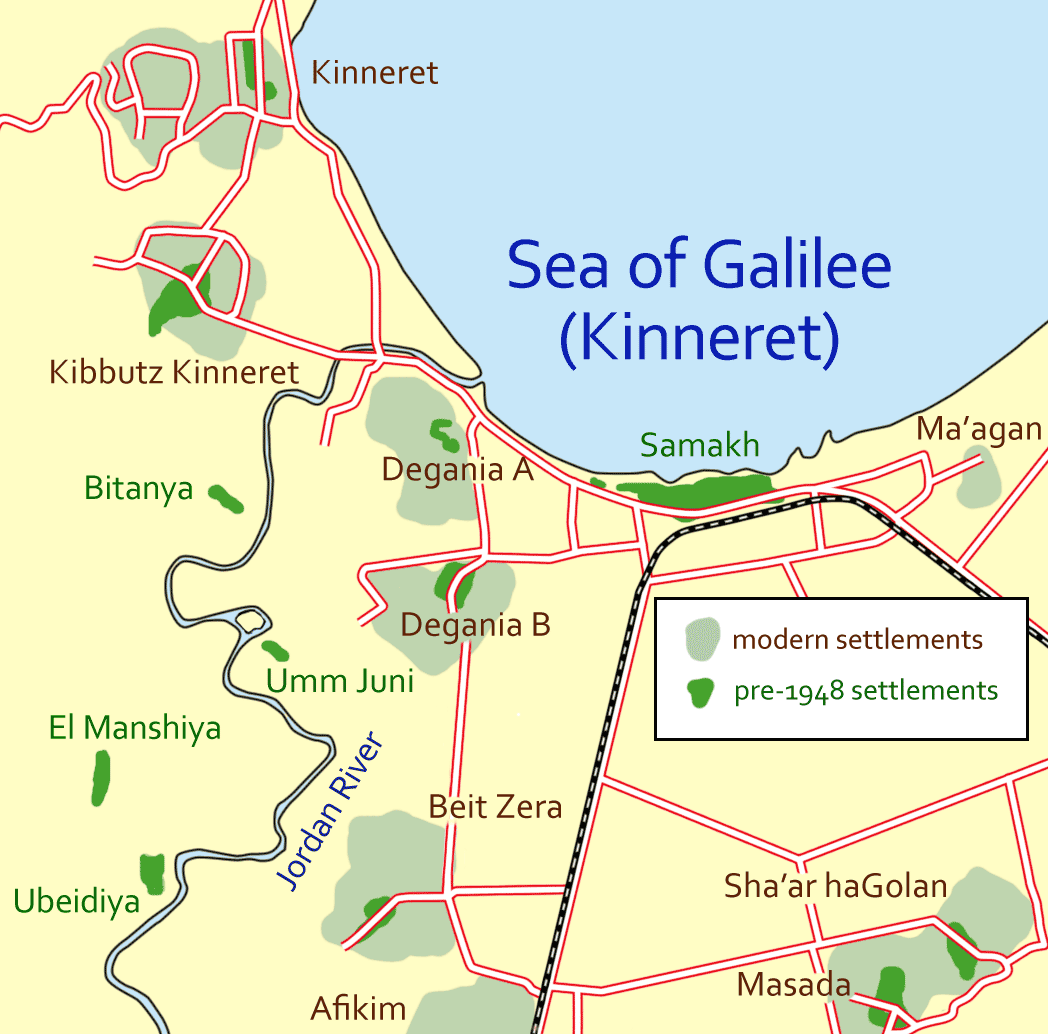
المنشية

المنشية أو منشية سمخ هي قرية فلسطينية تقع في رقعة مستوية من الأرض قرب نهر الأردن على بعد نحو كيلومترين من الموضع الذي يخرج النهر فيه من بحيرة طبريا قريبا من الطريق العام الذي يمتد شمالا صوب سمخ عند البحيرة. وكانت تبعد نصف كيلومتر فحسب إلى الجنوب من خربة أم جوني، وهي في معظم المصادر لا تُميز عنها؛ في سنة 1881 كان عدد سكان خربة أم جوني يتراوح بين 250 نسمة و330 وكانت تقع على الضفة الشرقية لنهر الأردن. في الثمانينات من القرن التاسع عشر اشترى بهاء الله شيخ الفرقة البابية (التي صادرت الديانة البهائية) أراضي في المنشية، وظل سكانها العرب يزرعون الأراضي بصفة مستأجرين حتى العقد الأول من القرن العشرين على الأقل حين باع البهائيون الأرض للصندوق القومي اليهودي في سنة 1922 وكان 79 عربيا لا يزالون يقيمون في خربة أم جوني.

## احتلال القرية
الأرجح أن تكون هذه القرية هجرت وقت تهجير سكان قرية العبيدية (قضاء طبريا) الواقعة على بعد 2 كلم فقط إلى الجنوب الغربي.